# میکا سوگیموتو
میکا سوگیموتو (انگلیسی: Mika Sugimoto؛ زادهٔ ۲۷ اوت ۱۹۸۴) جودوکار اهل ژاپن است.